# Kamień runiczny z Husby

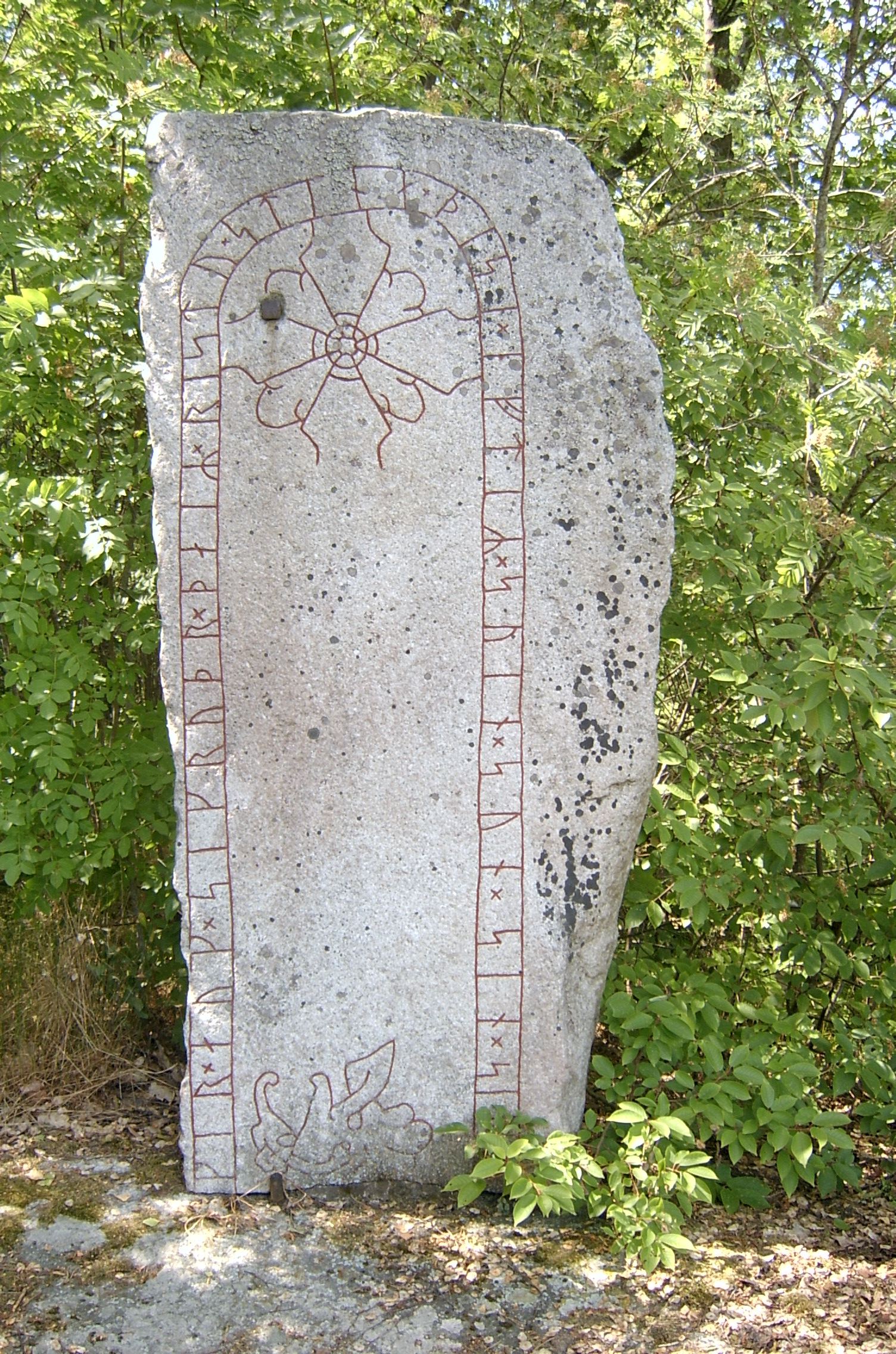
Kamień runiczny z Husby

Kamień runiczny z Husby (U 326) – kamień runiczny znajdujący się w Husby w gminie Vallentuna w szwedzkiej prowincji Uppland. Datowany jest na XI wiek.
Granitowy obelisk ma 2 metry wysokości. Ustawiony został przez rodziców ku czci zmarłego syna, którego doczekali się będąc już w zaawansowanym wieku. Kompozycja jest dosyć prosta: tekst wyryto we wstędze biegnącej dookolnie wzdłuż brzegów kamienia, u góry umieszczono ozdobny krzyż, pozostałą powierzchnię pozostawiono natomiast pustą.
Początkowo kamień znajdował się przy moście nad pobliskim potokiem, przy drodze prowadzącej do Vivelstasjön. Pierwsza wzmianka na jego temat pochodzi z XVII wieku. W połowie XIX wieku został przeniesiony na jedną z posesji, gdzie użyto go jako część konstrukcji bramy. Ponieważ prawdopodobnie był za wysoki do tej funkcji, odłupano jego dolną część, uszkadzając w ten sposób początek i koniec inskrypcji. Dziś jej pierwotny kształt znany jest ze starych rycin. Wyryty na kamieniu tekst głosi:
[hulm]kir × auk × sikruþr × þaiR × ristu × stina × þisi × eftiR × suin × sun × sin × siþ×bu[rin]
co znaczy:
Holmgerðr i Sigröðr, oni wznieśli kamień ten dla Svena, syna swego późno narodzonego